# Laura Mikkola
Pour les articles homonymes, voir Mikkola.
Laura Mikkola (née en 1974 à Helsinki) est une pianiste finlandaise.

## Biographie
Laura Mikkola a étudié à l'Académie Sibelius à Helsinki, à l'Institut Curtis à Philadelphie et l'École de musique de l'Université de l'Indiana à Bloomington. Elle a travaillé avec Murray Perahia, Menahem Pressler, Gary Graffman, Dmitri Bachkirov, Tapani Valsta (en) et a suivi des classes de maître avec Ferenc Rados.
Elle a remporté les prix UNISA TRANSNET de Pretoria et Maj Lind d'Helsinki, et a reçu un Prix de musique contemporaine en 1992 décerné par le Concours international de piano Paloma O'Shea et a terminé deuxième en 1995 derrière Markus Groh au Concours musical international Reine-Élisabeth-de-Belgique. Elle joue au niveau international depuis le milieu des années 1990.
Elle a beaucoup enregistré de CD avec différents labels (Naxos, la BRI, René Gally, AEON et Cascavelle). 
Elle est connue pour ses enregistrements des concertos de piano et pièces pour piano d'Einojuhani Rautavaara pour Naxos. Elle vient d'enregistrer pour le label Fuga libera les œuvres pour piano du compositeur français David Chaillou. Ce disque sorti le 14 février 2020 a reçu les cinq étoiles de la radio RBB-Kultur (Berlin).  
Elle a été représentée par l'agence Castel Production jusqu’en 2019.

## Vie privée
Laura a deux filles, Fredricka et Melissa.